# Micro Men
Micro Men — телевизионный фильм, действие которого происходит в Великобритании 1980-х годов. Рассказывается о периоде подъёма рынка домашних компьютеров и, в частности, о противостоянии между Клайвом Синклером, разработавшим ZX Spectrum, и Крисом Карри (англ. Chris Curry) — человеком, стоявшим за BBC Micro.
Фильм впервые демонстрировался 8 октября 2009 года на канале BBC Four.
Клайв Синклер считал миниатюризацию изделий одной из важнейших задач при разработке. Название фильма «Micro Men» подчёркивает этот факт: на русском оно означает «Миниатюризаторы»; другой возможный перевод: «Виртуозы микроэлектронных технологий».

## Сюжет
Фильм начинается периодом увольнения Синклера из Sinclair Radionics (1979 год). Показан разрыв между Клайвом Синклером и Крисом Карри, уход Криса и формирование Acorn Computers. Затем — последовавшее за этим конкурентное противостояние между Sinclair Research и Acorn Computers в борьбе за рынок и в особенности — за компьютерный проект BBC. Завершается фильм периодом кризиса на британском рынке домашних компьютеров, в ходе которого оба конкурента были вынуждены продать свой бизнес (1986 год).

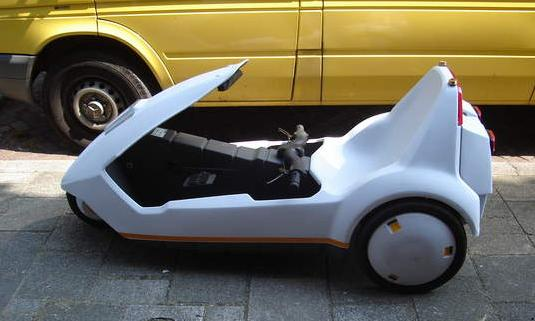
Sinclair C5

В фильме демонстрируется разработка компьютеров: ZX80, ZX81, ZX Spectrum и Sinclair QL в компании Sinclair Research, Acorn Atom, BBC Micro и Acorn Electron — в Acorn Computers. Также упоминаются: часы Black Watch, микрокалькулятор Sinclair Executive, микропроцессорный конструктор MK14, компьютер Grundy NewBrain. В финальных кадрах показан электромобиль Sinclair C5 разработки Sinclair Research.

## В ролях
- Александр Армстронг — Клайв Синклер, изобретатель
- Мартин Фриман — Крис Карри, сооснователь Acorn Computers
- Эдвард Бейкер-Дьюли — Герман Хаузер, сооснователь Acorn Computers
- Сэм Филлипс — Стив Фарбер, один из разработчиков BBC Micro и микропроцессора ARM
- Стефан Батлер — Роджер Уилсон, один из разработчиков компьютеров Acorn